# Primaire présidentielle française de l'écologie de 2021
La primaire de l'écologie de 2021 se déroule en septembre 2021 pour désigner le candidat du Pôle écologiste (Europe Écologie Les Verts, Génération.s, Génération écologie, Cap écologie et le Mouvement des progressistes) à l'élection présidentielle française de 2022.
Cette primaire est ouverte à tout citoyen français de plus de 16 ans. 122 670 électeurs sont inscrits, soit sept fois plus que pour la primaire de 2016.
Cinq candidats sont en lice : Yannick Jadot, Sandrine Rousseau, Delphine Batho, Éric Piolle et Jean-Marc Governatori.
Le premier tour est marqué par un score serré entre les quatre premiers candidats, qui obtiennent chacun plus de 20 % des suffrages. Yannick Jadot arrive en tête et Sandrine Rousseau crée la surprise en se qualifiant, tandis que Delphine Batho, Éric Piolle et Jean-Marc Gouvernatori sont éliminés. Une semaine plus tard, Yannick Jadot remporte de justesse le second tour de la primaire, avec 51,03 % des voix.

## Modalités du scrutin

### Conditions d'inscriptions
Les candidatures et leurs parrainages sont déposés en juillet 2021.
L'inscription des électeurs, ouverte à partir de 16 ans, se fait via une participation de 2 € et la signature d'une « charte des valeurs écologistes », avant le 12 septembre.
La primaire se déroule en deux tours, du 16 au 19 septembre puis du 25 au 28 septembre. 122 670 électeurs sont inscrits, un nombre largement supérieur aux 17 000 inscrits de la primaire de 2016 et au record des 33 000 inscrits de la primaire de 2011,.
Le vote pour chacun des tours se fait en ligne sur une plateforme sécurisée.

### Mesures de sécurité
Afin de garantir la sécurité du scrutin, l'inscription se fait en ligne sur une plateforme dédiée et nécessite de fournir courriel et numéro de téléphone ne pouvant être réutilisé.
Le prestataire de l'élection indique après le premier tour que « le système de vote électronique […] a offert un excellent niveau de sécurité ».

## Candidats
| Candidat (nom et âge)          | Candidat (nom et âge) | Parti | Parti | Fonction politique au moment de la campagne | Notes | Soutiens |
| ------------------------------ | --------------------- | ----- | ----- | ------------------------------------------- | --- | --- |
| Delphine Batho (48 ans)        | Delphine Batho        |       | GÉ    | Députée des Deux-Sèvres (depuis 2013)       | Ministre de l'Écologie de 2012 à 2013, présidente de Génération écologie depuis 2018, elle se présente sur la liste Urgence écologie aux élections européennes de 2019. Elle ne juge plus le clivage droite-gauche pertinent sur l’écologie et se présente comme la candidate de la décroissance.                                               | Dominique Bertinotti, Dominique Bourg, Hubert Julien-Laferrière, Cédric Villani, |
| Jean-Marc Governatori (62 ans) | Jean Marc Governatori |       | CÉ    | Conseiller municipal de Nice (depuis 2020)  | Coprésident de Cap écologie avec Corinne Lepage, il annonce sa candidature le 3 juillet 2021, se présentant comme candidat de « l'écologie au centre ». | Salima Yenbou |
| Yannick Jadot (54 ans)         | Yannick Jadot         |       | EÉLV  | Député européen (depuis 2009)               | Après avoir remporté la primaire écologiste de 2016 en vue de participer à l'élection présidentielle de 2017, il se retire finalement pour soutenir Benoît Hamon. Il annonce sa candidature le 30 juin 2021. | Laurence Abeille, David Belliard, Guy Benarroche, Benoît Biteau, Jean Desessard, Jacques Fernique, Paula Forteza, Joël Labbé, Alain Lipietz, Monique de Marco, Matthieu Orphelin, Caroline Roose, Daniel Salmon, Éva Sas, Mounir Satouri Soutiens de 2d tour : Bruno Bernard, Damien Carême, Karima Delli, Jean-Marc Governatori, Pierre Hurmic, Eva Joly, Bruno Latour |
| Éric Piolle (48 ans)           | Éric Piolle           |       | EÉLV  | Maire de Grenoble (depuis 2014)             | En 2014, il est élu maire de Grenoble, devenant le seul écologiste à la tête d'une ville française de plus de 100 000 habitants. Réélu en 2020 dans un contexte de « vague verte », il est un symbole des municipalités EÉLV. Il annonce sa candidature le 29 juin 2021.                                                                        | Alexia Barrier, Esther Benbassa, David Cormand, Emmanuel Denis, Guillaume Gontard, Eva Joly, Bruno Latour, Olivier Legrain, Baptiste Morizot, Raymonde Poncet, Michèle Rubirola, Laura Slimani, Aurélien Taché, Charlotte Talpaert, Marine Tondelier |
| Sandrine Rousseau (49 ans)     | Sandrine Rousseau     |       | EÉLV  | Aucune                                      | Porte-parole nationale d'EÉLV, elle se met en retrait de la vie politique à la suite de l’affaire Denis Baupin, dans laquelle elle est l’une des plaignantes, puis fonde l'association En Parler. Après avoir réadhéré à EÉLV en septembre 2020, elle annonce sa candidature à la primaire en novembre 2020. Elle se réclame de l'écoféminisme. | Audrey Alwett, Pénélope Bagieu, Lauren Bastide, Christine Berrou, Andréa Bescond, Iris Brey, Silvia Casalino, Alice Coffin, Claudine Cordani, Eve Ensler, Jane Fonda, Camille Froidevaux-Metterie, Adèle Haenel, Mathilde Larrère, Salomé Lelouch, Lio, Éric Métayer, Coralie Miller, Jean-Luc Moreau, Martin Page, Mélissa Plaza, Raphaëlle Rémy-Leleu, Barbara Romagnan, Muriel Salmona, Céline Sciamma, Pierre Serne, Bruno Solo, Victoire Tuaillon Soutiens de 2d tour : Dominique Bourg, Sergio Coronado |

Corinne Lepage annonce le 8 juillet l’exclusion de Cap21 (non enregistré dans les statuts de la primaire en tant que Cap écologie à la suite de sa fusion avec l'AEI) du processus d’organisation de la primaire, en raison de divergences sur les engagements liés au scrutin ainsi que sur les questions de « laïcité et la République ». Jean-Marc Governatori, qui préside Cap écologie avec elle, avait annoncé sa candidature le 3 juillet 2021, se présentant comme candidat de « l'écologie au centre ». Privé des parrainages venant de Cap21, il ne peut présenter les 28 parrainages nécessaires à la validation de sa candidature à la date limite du 12 juillet. S’estimant lésé, Governatori attaque en justice l’Union pour l’écologie en 2022, l’association qui organise la primaire : le 29 juillet, le tribunal de Bobigny condamne celle-ci à verser 2 000 € en dédommagement à Cap21 ainsi qu’à l’AEI ; la juridiction ordonne également la suspension de l’exclusion de Cap21, et en conséquence la validation de la candidature de Jean-Marc Governatori à la primaire. Bien que la réintégration de son parti ait permis à Jean-Marc Governatori d'obtenir les parrainages, Corinne Lepage explique ensuite qu'elle ne soutient aucun candidat au premier tour.

## Débats
Un premier débat est organisé sur France Inter le 5 septembre à partir de midi, en partenariat avec France Info et le quotidien Le Monde.
Deux autres débats sont organisés et diffusés par la chaîne LCI, en collaboration avec le quotidien Le Figaro et le média en ligne Loopsider : un pour le premier tour le 8 septembre et un pour le second tour le 22 septembre. Ils sont présentés par la journaliste Ruth Elkrief.
Le 10 septembre, Mediapart organise un débat entre les cinq candidats dans son émission diffusée en ligne À l'air libre.

## Sondages
Concernant le sondage Ipsos-Sopra Steria du 2-3 septembre 2021, Mathieu Gallard directeur de recherche auprès de l'institut, précise : « Ce ne sont pas des intentions de vote, mais une question portant sur le candidat jugé le meilleur et posée à l'ensemble des sympathisants EELV (les Français se disant proches de ce parti), dont seule une fraction extrêmement réduite votera lors de la primaire écologiste ».
| Sondeur            | Date                    | Question | Panel | Panel                   | Rousseau | Piolle | Jadot | Batho | Governatori |
| ------------------ | ----------------------- | --- | ----- | ----------------------- | -------- | ------ | ----- | ----- | ----------- |
| Sondeur            | Date                    | Question | Panel | Panel                   |          |        |       |       |             |
| Odoxa              | 15 au 16 septembre 2021 | « Parmi les candidats suivants [...], lequel serait selon vous le meilleur candidat pour représenter les écologistes à l’élection présidentielle de 2022 ? » | 1 005 | Ensemble des Français   | 22       | 9      | 37    | 19    | 7           |
| Odoxa              | 15 au 16 septembre 2021 | « Parmi les candidats suivants [...], lequel serait selon vous le meilleur candidat pour représenter les écologistes à l’élection présidentielle de 2022 ? » | 241   | Sympathisants de gauche | 22       | 12     | 40    | 19    | 3           |
| Odoxa              | 15 au 16 septembre 2021 | « Parmi les candidats suivants [...], lequel serait selon vous le meilleur candidat pour représenter les écologistes à l’élection présidentielle de 2022 ? » | 67    | Sympathisants EÉLV      | 25       | 11     | 42    | 17    | 1           |
| Ipsos-Sopra Steria | 2 au 3 septembre 2021   | « Quelle personnalité ferait le meilleur candidat écologiste [...] ? »                                                                                       | 925   | Ensemble des Français   | 18       | 11     | 47    | 16    | 8           |
| Ipsos-Sopra Steria | 2 au 3 septembre 2021   | « Quelle personnalité ferait le meilleur candidat écologiste [...] ? »                                                                                       | ?     | Sympathisants EÉLV      | 11       | 7      | 69    | 8     | 4           |

## Résultats et analyse

### Résultats
| Candidats                | Candidats                | Parti                    | Premier tour | Premier tour | Second tour | Second tour |
| Candidats                | Candidats                | Parti                    | Voix         | %            | Voix        | %           |
| ------------------------ | ------------------------ | ------------------------ | ------------ | ------------ | ----------- | ----------- |
|                          | Yannick Jadot            | EÉLV                     | 29 534       | 27,70        | 52 210      | 51,03       |
|                          | Sandrine Rousseau        | EÉLV                     | 26 801       | 25,14        | 50 098      | 48,97       |
|                          | Delphine Batho           | GÉ                       | 23 801       | 22,32        |             |             |
|                          | Éric Piolle              | EÉLV                     | 23 767       | 22,29        |             |             |
|                          | Jean-Marc Governatori    | CÉ                       | 2 501        | 2,35         |             |             |
|                          |                          |                          |              |              |             |             |
| Suffrages exprimés       | Suffrages exprimés       | Suffrages exprimés       | 106 404      | 99,80        | 102 308     | 97,65       |
| Votes blancs et nuls     | Votes blancs et nuls     | Votes blancs et nuls     | 218          | 0,20         | 2 464       | 2,35        |
| Total                    | Total                    | Total                    | 106 622      | 100          | 104 772     | 100         |
| Abstention               | Abstention               | Abstention               | 16 053       | 13,09        | 17 903      | 14,59       |
| Inscrits / participation | Inscrits / participation | Inscrits / participation | 122 675      | 86,91        | 122 675     | 85,41       |

### Analyse des résultats du premier tour
Après le premier tour de la primaire, Daniel Boy, spécialiste de l'écologie politique, estime que le corps électoral est plus à gauche que prévu, et que, contrairement à ce qui était attendu, Yannick Jadot est en danger pour le second tour. Il juge que la surprise vient également du score important de Delphine Batho, qui, autour du thème de la décroissance — terme ignoré du principal parti écologiste, Europe Écologie Les Verts — et malgré le fait qu'elle soit issue du Parti socialiste, parvient à mobiliser plus de 22 % des électeurs. La quatrième place d'Éric Piolle, alors qu'il était donné comme le possible deuxième homme par les médias, est justifiée par Boy par l'absence de « clivage particulier » et d'« identité claire », par contraste avec Rousseau et Batho, qui ont fait campagne sur les positionnements marqués de l'écoféminisme et de la décroissance, respectivement.

### Soutien des candidats éliminés au premier tour
Delphine Batho et Éric Piolle ne donnent aucune consigne de vote pour le second tour. Jean-Marc Governatori appelle à voter pour Yannick Jadot.

### Analyse des résultats du second tour
Au lendemain de la victoire de Yannick Jadot, l’éditorial du Monde en synthétise la portée et les enjeux : « Sa désignation, même d’une courte tête, marque un tournant dans l’histoire de la famille écologiste », jusque-là plus encline « à choisir les candidatures de témoignage qu’à affirmer une ambition présidentielle ». Le principal défi qui l’attend est de « déblayer suffisamment le terrain encombré de la gauche pour apparaître comme celui qui peut réellement "challenger" Emmanuel Macron ». Il y est soutenu par ses concurrents désormais soudés autour de lui, mais l’écart « entre le projet de gouvernement de Yannick Jadot et les velléités de transformation de Sandrine Rousseau », notamment, fait « que la synthèse apparaît difficile à bâtir ».

## Controverses

### Participation de l'extrême droite
Plusieurs personnalités d'extrême-droite ont annoncé publiquement vouloir s'inviter à la primaire en votant massivement pour Sandrine Rousseau, dans le but d'écarter Yannick Jadot. C'est notamment le cas de l'assistant parlementaire Damien Rieu et de Sébastien Chenu, député et porte-parole du Rassemblement national, qui fut tête de liste de ce parti aux élections régionales de 2021. L'organisation de la primaire s'est opposée publiquement à leur vote, en bloquant le compte de Sébastien Chenu par l'identification de son adresse email tandis que Damien Rieu affirme avoir pu voter sous un faux nom, mais elle n'a pas donné d'estimation du nombre de militants d'extrême droite qui ont réussi à imiter les deux leaders, affirmant que tout risque de sabotage a été évité.
Plusieurs responsables écologistes ont estimé que l'élection n'a pas été perturbée ou piratée, mais « personne n'est en mesure de savoir s'il y a eu un vrai impact des électeurs d'extrême droite sur cette primaire » selon une chercheuse interviewée par Libération. Pour Bernard Sananès, président de l'institut de sondage Elabe, c'est le nombre de participants qui pouvait donner une indée de cet impact car "en théorie, plus la participation est faible, plus le risque d'entrisme est fort. Plus elle est forte, plus il est difficile de fausser une dynamique", a-t-il déclaré dans L'Express. Le nombre d'inscrits, plus de 122000 contre seulement 17146 pour la primaire écologiste de 2016, fait que ce risque a été abaissé, mais il reste 25 fois plus bas que les 2,86 millions de votants de la primaire présidentielle socialiste d'octobre 2011.
Tous les électeurs devaient adhérer à la "charte des valeurs du pôle écologiste", payer deux euros et donner leur nom, adresse mail, numéros de téléphone portable et de carte bancaire, mais surtout se préinscrire sur internet avant le 12 septembre. Damien Rieu avait annoncé le 31 août sur Twitter à ses 107 000 followers son inscription à la primaire en leur posant la question: "Prêts à faire triompher queen @sandrousseau ?".
Le principal moyen utilisé pour empêcher ces perturbation de l'extrême-droite fut de suspendre les personnes ayant utilisé plus de trois fois de suite la même carte bancaire pour régler leur participation, ce qui a débouché sur l'exclusion de 1464 personnes - soit 1,18 % des inscrits.

## Suites
Jean-Marc Governatori ne reconnaît pas le résultat qu'il a obtenu (2,3 % des suffrages exprimés), le jugeant anormalement bas. Il assigne en justice l'association Union pour l'écologie en 2022, affirmant que le « scrutin n'a pas été régulier et son résultat est fortement sujet à caution ». Il met en cause « l'opposition et l'obstruction systématiques à sa candidature, puis à sa campagne » ainsi que les « faiblesses de la sécurité et de la fiabilité du système de vote par internet ». En janvier 2022, il annonce maintenir sa candidature à l'élection présidentielle.